# هونج كونج إي بريكس 2016
هونج كونج إي بريكس 2016 (بالصينية: 2016年电动方程式香港大奖赛) هو سباق فورمولا إي
أقيم بتاريخ 9 أكتوبر 2016 في Hong Kong Central Harbourfront Circuit ‏، الصين، وكان السباق 1 من أصل 12 في بطولة العالم للفورمولا إي 2016–17، وكان أول المنطلقين نيلسون بيكيه جونيور.
فاز بالمركز الأول  سيباستيان بويمي، وكان صاحب أسرع لفة فيليكس روزنكفيست ‏.